# 二階崩れの変
二階崩れの変（にかいくずれのへん）は、戦国時代の1550年（天文19年）2月に勃発した豊後の戦国大名・大友氏の内紛、お家騒動。義鑑父子の襲撃が大友館の二階で行われたことに由来する。

## 経緯
大友氏第20代当主・大友義鑑は、正室の子である義鎮(後の宗麟)が嫡男であったが、義鎮を廃嫡して側室の子である三男の塩市丸を後継者にしたいと考えていたとされる。このため、大友氏内部では義鎮派と塩市丸派に分裂し、互いが勢力争いを繰り広げていた。
義鑑は、大友家重臣で義鎮派の小佐井大和守（鎮直?）、斎藤長実（鎮実の父）、津久見美作（実名不明）、田口鑑親（あきちか、通称:田口新蔵人、田口蔵人佐（くらんどのすけ））の4人を呼び出し義鎮の廃嫡を諮ったが、彼らはこれを拒否し、考えを改めるように義鑑への説得を行った。
しかし、義鑑や塩市丸の生母は、塩市丸の後継を実現するため、寵臣の入田親誠と共謀し、小佐井大和守、斎藤長実ら義鎮派の主要人物を次々と誅殺していった。
自分達の身も危ないと察した津久見美作、田口鑑親らが天文19年（1550年）2月10日、大友館の2階で就寝していた義鑑と塩市丸、そしてその生母を襲撃した。この襲撃によって塩市丸とその生母、義鑑らの娘2人らが死亡、津久見・田口の両名もその場で壮絶な最期を遂げた。義鑑もこのとき受けた傷がもとで、領国経営に関する置文を残して数日後に死去。
義鑑の死後、戸次鑑連ら家臣が義鎮を擁立し、家督を継承させた。この変が起きなければ、後の大友宗麟は存在していなかったといえる。
塩市丸派の入田親誠は肥後の阿蘇惟豊を頼って逃亡するが、事件後に阿蘇氏によって討たれた。事件後に義鎮は襲撃実行者を処罰したが、1553年（天文22年）には服部右京亮らの家臣が義鎮を暗殺しようとする計画が発覚するなど、家中は不安定な状況が続いた。
義鑑の義鎮廃嫡については、義鎮の生母は公家の坊城家の娘、あるいは大内義興の娘とも言われ、家中からの大内氏の勢力排除のために計画されたことであるとも考えられている。二階崩れの変は、史料には追いつめられた義鎮派の一部による暴走であると記載されているが、不自然な点が多く、義鑑は10日の時点で討ち取られており領国経営に関する書文も義鎮が作成したものだとも、義鎮が陰で動いていたとも言われている。また、親誠と共に討たれた父の入田親廉は当時の大友氏の加判衆の筆頭であったとされ、大友氏の筆頭重臣と言える親廉の排除が意図されていた可能性も高い。
現代においては筑前琵琶などを通じて知られる。

## 史料
- 『九州治乱記』
- 『大友記』
- 『豊後乱記』
- 『大友興廃記』

## 二階崩れを題材とした作品
- 高橋直樹『大友二階崩れ』（文藝春秋、1998年8月）ISBN 978-4163179308
- 赤神諒『大友二階崩れ』（日本経済新聞出版社、2018年2月21日）ISBN 978-4532171469